# Aluminiumsulfaat
Aluminiumsulfaat is een veelgebruikte stof in de industrie. Soms wordt het onjuist een aluin genoemd, omdat het veel lijkt op een van deze verbindingen. Aluminiumsulfaat komt in de natuur voor als het mineraal alunogeniet. Het wordt vaak gebruikt als een coagulans in (onder andere) de reiniging van drinkwater.
Aluminiumsulfaat wordt zelden, indien ooit, aangetroffen in vorm van het anhydraat. Het vormt een aantal verschillende hydraten, waarvan de hexadecahydraat de meest vóórkomende is, in een waterig milieu zal het zout ook in deze vorm uitkristalliseren.

## Toepassingen
De stof kan ook gebruikt worden als een molluscicide tegen de slakkensoort Arion lusitanicus.
De stof is het werkzame bestanddeel in Stingose (middel tegen insectenbeten). De gel of oplossing wordt op de beet gebracht en er vormt zich een dikke witte koek (het hexadecahydraat) dat vocht onttrekt aan de ontstoken huiddelen.